# Суньятсеновка

Китайский френч («Одежда Чжуншань», «френч Мао»)

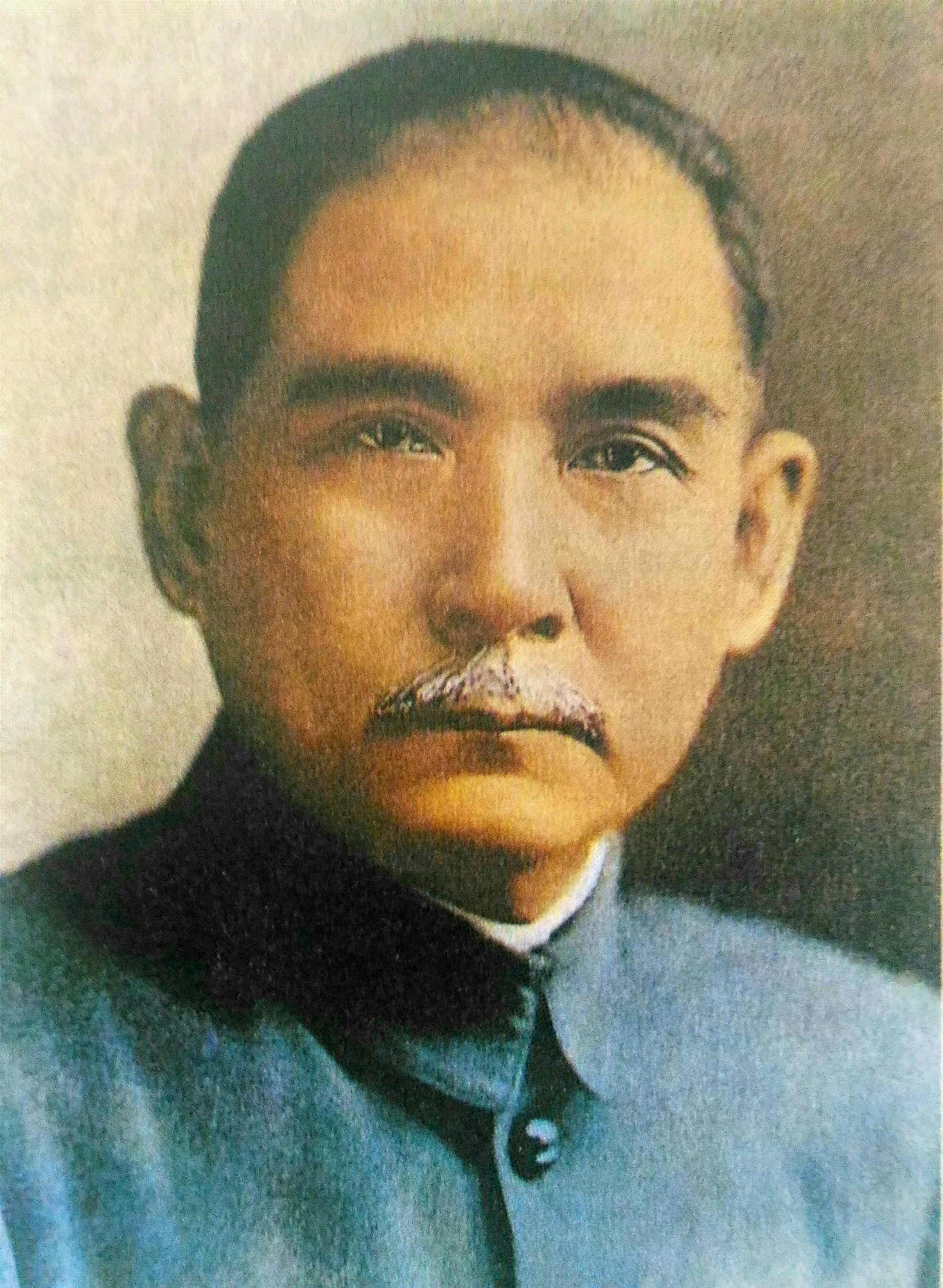
Сунь Ятсен

Суньятсе́новка (кит. 中山裝, пиньинь Zhōngshān zhuāng, палл. Чжуншань чжуан), он же френч Мао — разновидность френча, а также стиль мужского костюма, внедрённый Сунь Ятсеном вскоре после основания Китайской Республики в качестве современной формы национальной одежды, хотя и с ярко выраженным политическим и, позже, правительственным подтекстом.
После окончания Гражданской войны в Китае и основания КНР в 1949 году эта одежда стала широко носиться мужчинами и правительственными лидерами Китая как символ пролетарского единства и восточный аналог пиджака западного делового костюма. Название «френч Мао» происходит от любви Мао Цзэдуна к ношению его на публике, поэтому в представлении западного обывателя эта одежда стала часто ассоциироваться с ним и социалистическим Китаем вообще. Несмотря на то, что в 1990-е годы они перестали быть популярными у широкой публики Китая из-за увеличения влияния западной моды, они по-прежнему широко используются китайскими лидерами во время участий в важных государственных церемониях и при исполнении своих правительственных обязанностей.
В 1960-х и 1970-х годах френч Мао стал модным среди западноевропейских, австралийских и новозеландских социалистов и интеллектуалов. Иногда его носили поверх водолазки.

## История
Ко времени Синьхайской революции и последующего основания республики китайская одежда была основана на одежде правивших с 1644 г. маньчжуров, навязанной покорённым китайцам вместо исконной традиционной одежды. Революционеры, состоявшие из ханьцев, (титульная нация Китая) считали, что империя Цин была неспособна защитить Поднебесную от иностранного влияния, включая интервенции, а также безнадёжно отставала от стран Запада в научно-техническом прогрессе. Ещё до непосредственно революции среди правящей элиты старые формы традиционной одежды постепенно теряли популярность, что привело к появлению и развитию новых элементов китайской/ханьской одежды, сочетавших в себе элементы общеевропейской и маньчжурской одежды. Одним из результатов этого явления и стал френч-суньятсеновка.
Френч стал компромиссом между отвержением китайской/маньчжурской одежды и массовым внедрением западного костюма, что таким образом удовлетворяло настрои революционеров. Непосредственное участие в разработке принял и лично сам Сунь Ятсен, в том числе основываясь на опыте жизни в Японии (в частности, суньятсеновка была основана на японской кадетской униформе). У нового предмета одежды были и другие особенности: вместо трех скрытых карманов пиджака западного костюма-тройки, френч-суньятсеновка обладала четырьмя наружными карманами, сохраняя традиционные китайские представления о балансе и симметрии; также имелся внутренний карман. Со временем в стиль костюма были внесены незначительные изменения. Первоначально на френче было семь пуговиц, затем их количество уменьшилось до пяти.
После того, как неоднократные попытки добиться поддержки и признания со стороны западных стран провалились, правительство Гоминьдана в Гуанчжоу во главе с Сунем добилось получения помощи (советниками и стрелковым оружием) от Советской России, которая рассматривала его как возможного революционного союзника против западных интересов на Дальнем Востоке; китайский национализм в то время был подвержен сильному негодованию западными державами (особенно из-за принудительной аренды у империи Цин этими державами некоторых китайских морских портов и дискриминации проживающих в них местных китайцев экстерриториальными лицами и учреждениями). В результате этого геополитического сотрудничества Сунь согласился позволить членам недавно созданной Коммунистической партии Китая влиться в Националистическую партию — стать членами Гоминьдана; это не был союз, объединение или альянс двух партий. В результате ранние члены Коммунистической партии также приняли эту одежду в знак вступления в ряды Националистической партии. По иронии судьбы, из практики использования этой одежды в течение этого ослабленного политического «брака по расчету», который вскоре был разведён кровавым путём (в 1927 году), впредь все азиатские марксистские движения и правительства будут рассматривать эту одежду как стандарт политической принадлежности, и она будет продолжать быть присущей обеим сторонам горьких китайских гражданских войн, длящихся десятилетиями.
После смерти Сунь Ятсена в 1925 году стали ходить представления о символическом предназначении френча и его элементов, прежде всего революционным и патриотическим. Так, говорили, что четыре кармана символизируют четыре добродетели, упомянутые в сборнике философских трактатов «Гуань-цзы»: пристойность, справедливость, искренность и чувство стыда. Пять пуговиц на вырезе, в свою очередь, как считалось, олицетворяют пять ветвей власти: законодательную, исполнительную, юридическую, надзорную и экзаменационную. Три пуговицы на каждой манжете, в свою очередь — сформулированные Сунь Ятсеном три народных принципа: национализм, народовластие и народное благосостояние. Поскольку данный френч шьётся из одного куска ткани, в отличие от верхних частей западных костюмов, шьющихся из двух кусков; считалось, что таким образом олицетворяется единый и миролюбивый Китай.

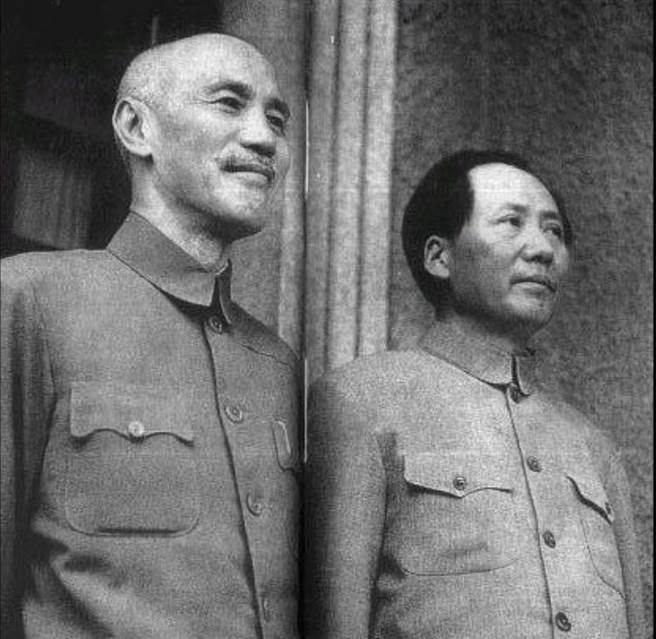
Чан Кайши и Мао Цзэдун во френчах на мирных переговорах в Чунцине, 1945

В 1920-1930-х гг. суньятсеновка была форменной одежды всех гражданских служащих гоминьдановского национального правительства, во главе которого стоял Чан Кайши. Также вариант суньятсеновки, приспособленный к боевым условиям вошёл в основу гоминьдановской Национально-революционной армии, прошедшей в ней через Вторую японо-китайскую войну 1937-1945 гг. Хотя в 1930-е годы, ввиду возросшей немецкой военной помощи гоминьдановцам в виде отправки советников, поставок оружия и снаряжения, китайская военная униформа и военное снаряжение того периода во многом стали похожими на форму рейхсвера, а затем вермахта (в частности, употреблялся штальхельм).
После победы коммунистов, и особенно в течение руководства Китаем Мао Цзэдуном, суньятсеновка получила широкое распространение среди мужского населения континентального Китая в качестве символа пролетарского единства, наибольшей популярностью она стала пользоваться во время культурной революции культурной революции 1966-1976 гг. Её регулярно носили члены КПК вплоть до 1990-х годов. В частности, френч оставался стандартной формальной одеждой для первого и второго поколений руководителей КНР, таких как Дэн Сяопин. На протяжении 1990-х годов частота ношения суньятсеновки партийными руководителями, включая Цзян Цзэминя стала уменьшаться, и китайские политики всё более переходили на западные костюмы-двойки. Френч Цзян Цзэминь носил только в особых случаях, например, на государственных банкетах. Ху Цзиньтао также носил френч Мао только в особых случаях, таких как церемония, посвященная 60-летию Китайской Народной Республики в 2009 году. Ху Цзиньтао однажды даже появился на торжественном ужине, прошедшем в США в принятом для подобных случаях костюме «black tie» с смокингом, а не во френче, чем привлёк к себе некоторую критику из-за неправильного подбора одежды по официальному случаю. Однако в администрации Си Цзиньпина френч был возвращён в качестве официальных дипломатической униформы и вечернего наряда.
На Тайване после смерти Чан Кайши френч-суньятсеновка встречается очень редко, более того, с учётом более жаркого, чем на континенте, климата; до 1970-х гг. там использовалась модифицированная версия, у которой воротник и его нижнее застёгивающееся сужение были понижены до середины одежды, благодаря чему воротник стал открытым, незастёгивающимся, подобно западному пиджаку.

## Символ национального суверенитета
Френч-суньятсеновка носится на самые важные официальные церемонии в качестве символа национального суверенитета Китая. Наиболее видные политические деятели КНР всегда носят френчи Мао на военных парадах в Пекине даже несмотря на то, что заместитель председателя КНР и другие члены Политбюро носят там же западные деловые костюмы. Обычное дело для лидеров КНР — носить френчи Мао при посещении торжественных обедов и ужинов, что заменяет принятый на Западе смокинг.
Френч Мао также служит дипломатической формой в КНР. Хотя послы КНР обычно носят западные деловые костюмы, многие из них предпочитают носить френч Мао, когда они вручают главам других государств их верительные грамоты. Церемония вручения является символом дипломатического признания, существующего между двумя странами, поэтому она носит более высокий уровень формальности, чем другие дипломатические встречи.
Френчи, подобные суньятсеновке, также носит партийное руководство во Вьетнаме и КНДР.

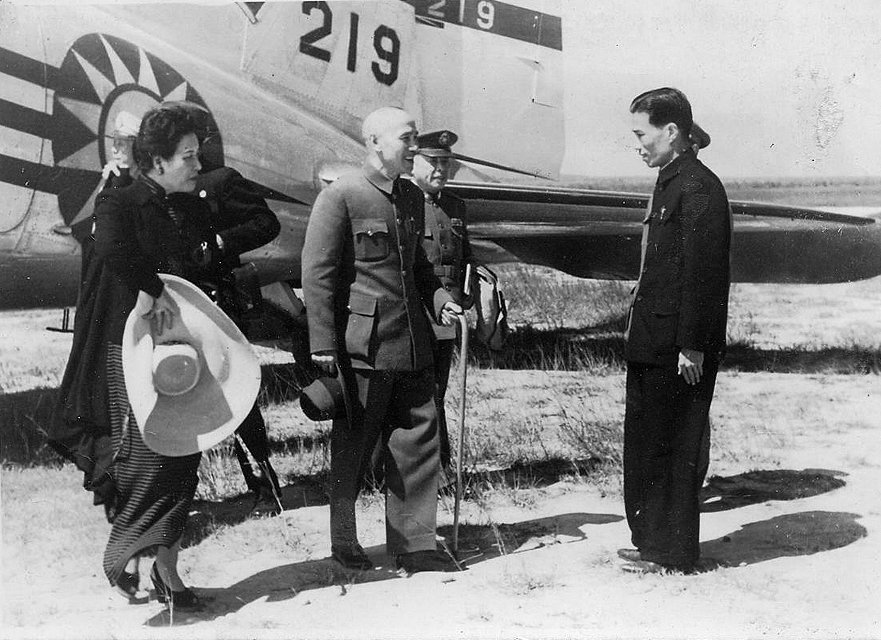
Чан Кайши инспектирует Тайвань (1946)
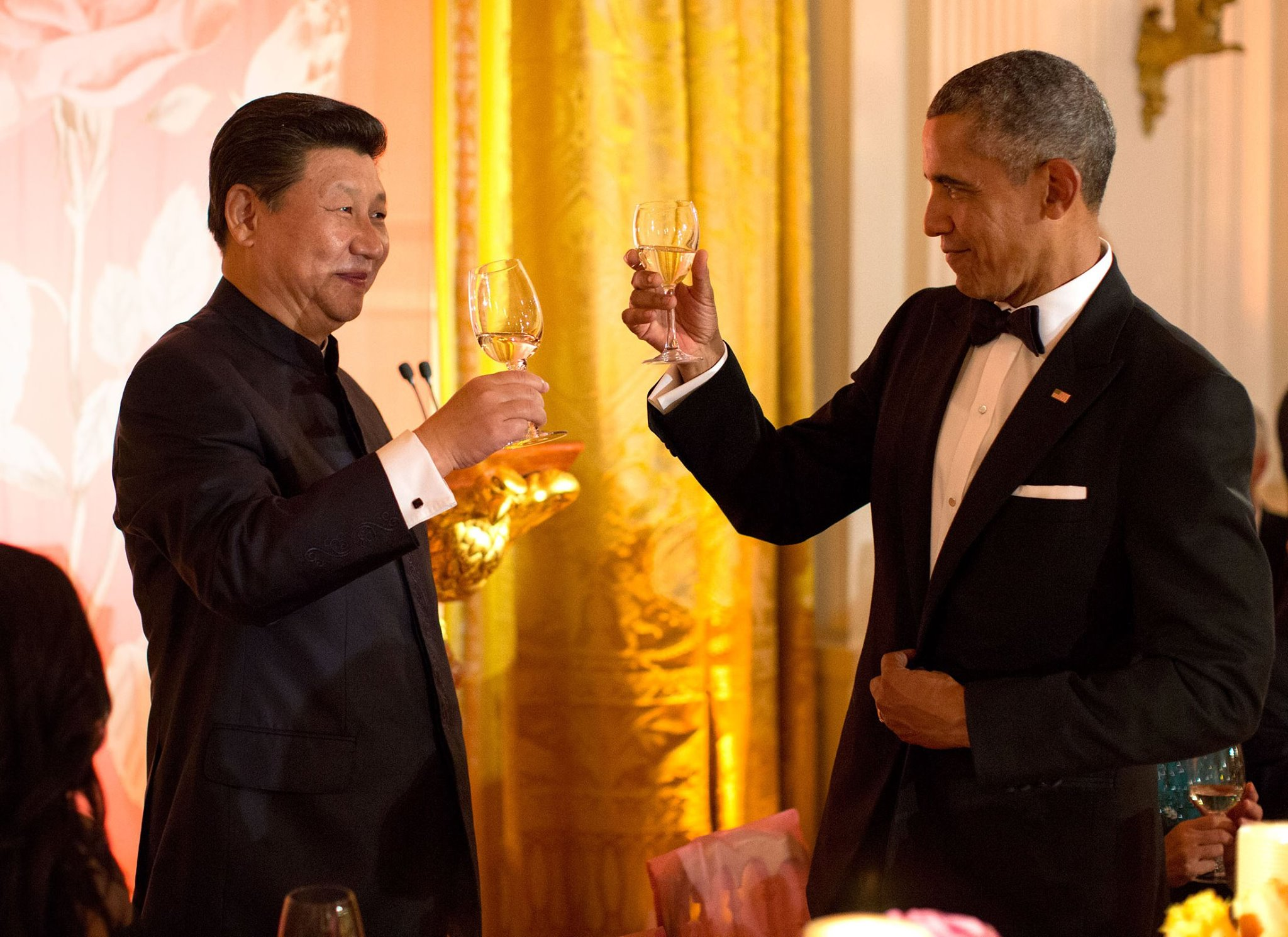
Си Цзиньпин, одетый во «френч Мао», на приёме Барака Обамы (2015)